# Мишко Антон Васильович
Анто́н Васи́льович Мишко́ (31 березня 1985 — 8 листопада 2017) — старший сержант 15-го окремого мотопіхотного батальйону «Суми» Збройних Сил України, загинув в ході російсько-української війни.

## Життєпис
Народився 1985 року в місті Київ (Деснянський район, Троєщина). До 2000 року навчався в школі № 270. 2003 року закінчив Київське ВПУ № 25, опанував будівельні спеціальності муляра, штукатура і плиточника; працював машиністом баштового крана майже 5 років у ЗАТ «Українська будівельна компанія».
На фронті з 2014 року; старший сержант 15-го окремого мотопіхотного батальйону «Суми» 58-ї окремої мотопіхотної бригади.
7 листопада 2017 року отримав завдання: у складі зведеної групи зупинити прохід ворожих диверсантів в районі траси «Бахмутка» (Сокольники-Пришиб-Жолобок). Ближче до опівночі противник здійснив обстріл мінами 120-мм калібру по позиціях українських сил поблизу села Кримське (Новоайдарський район). Двоє українських військових загинули — Антон Мишко та старший лейтенант Ничвидюк Валентин Миколайович, одного поранено, ще один зазнав бойової травми. Антон загинув від поранення у голову, його не встигли довезти до шпиталю.
Похований 11 листопада 2017 року на Лісовому кладовищі Києва.
Без єдиного сина лишились мама Наталія Афанасівна й батько Василь Карпович.

## Нагороди та вшанування
- указом Президента України № 42/2018 від 26 лютого 2018 року «за особисту мужність і самовіддані дії, виявлені у захисті державного суверенітету та територіальної цілісності України, зразкового виконання військового обов'язку» — нагороджений орденом «За мужність» III ступеня (посмертно)[1]
- 12 жовтня 2018 року в школі № 270 Деснянського району відкрито та освячено меморіальної дошки на честь випускників Івана Петренка та Антона Мишка.